# مجموعه کوره‌های آجرپزی
مجموعه کوره‌های آجرپزی روستایی در دهستان سیستان بخش سیستان شهرستان کوهپایه استان اصفهان ایران است.

## جمعیت
بر پایه سرشماری عمومی نفوس و مسکن در سال ۱۳۹۵ جمعیت این روستا ۲۵۵ نفر (۴۱خانوار) بوده‌است.